# Zone afromontane

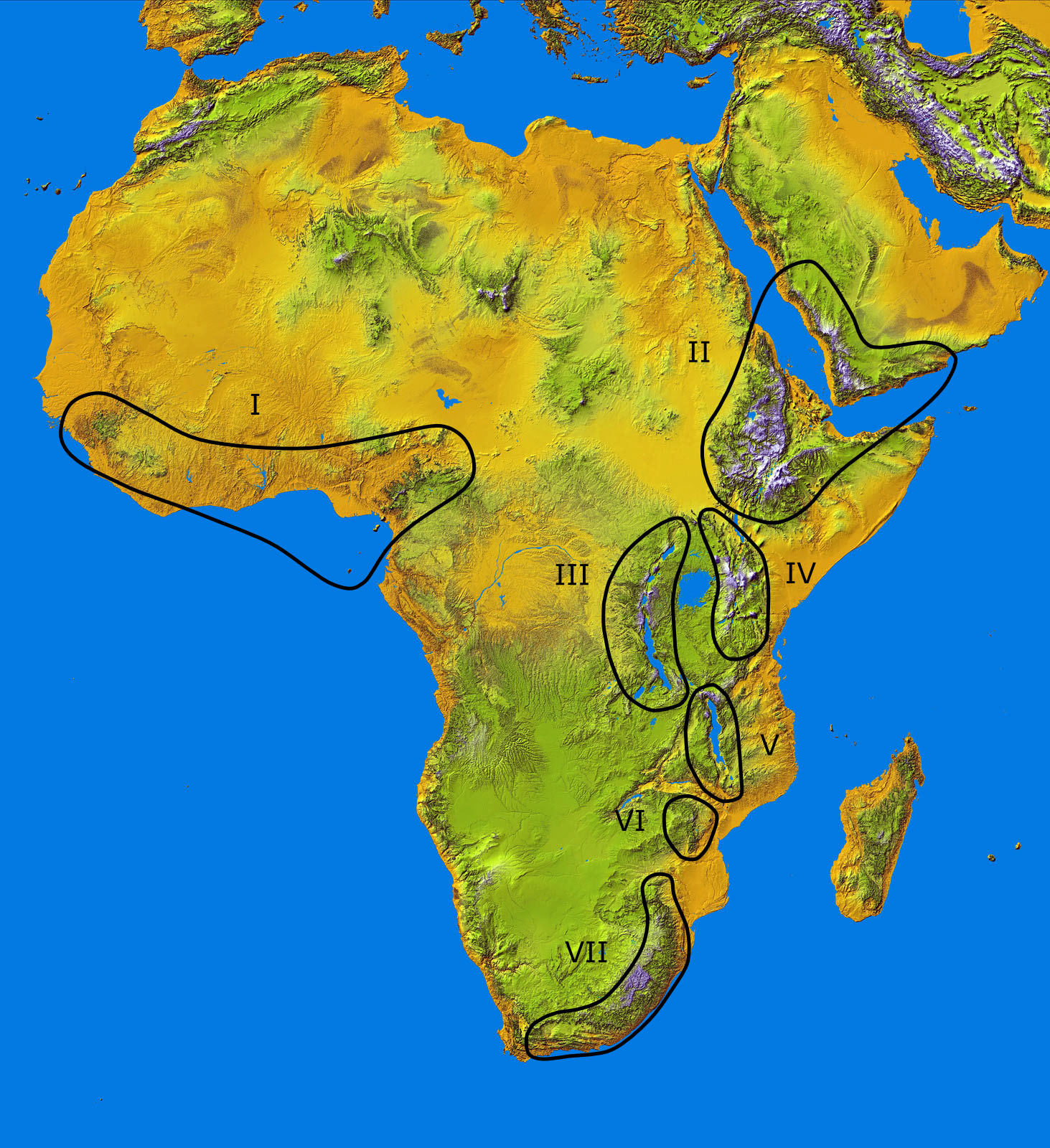
Zone afromontane. I. Altopiani del Camerun e dell'Africa occidentale, II. Acrocoro etiopico e altopiani della penisola arabica meridionale, III. Faglia Albertina, IV. Rift orientale, V. Rift meridionale, VI. Altopiani orientali, VII. Drakensberg

Le zone afromontane sono un insieme di sottoregioni montagnose dell'ecozona afrotropicale, caratterizzate dalla presenza di peculiari specie floristiche e faunistiche. Le zone afromontane sono discontinue, separate da estese aree pianeggianti, con una distribuzione che assomiglia a quella di un gruppo di isole, tanto da essere talora definite come arcipelago afromontano. La fascia al di sopra della linea degli alberi viene chiamata afroalpina.
Le zone principali sono distribuite lungo il decorso della Rift Valley, dal Mar Rosso allo Zimbabwe; le più estese si collocano nell'Acrocoro Etiopico, nella regione delle foreste montane della faglia albertina e negli altipiani dei Monti dell'Arco Orientale. Altre regioni afromontane si hanno lungo la catena dei Monti dei Draghi in Sudafrica, negli altopiani del Camerun, e lungo la linea vulcanica del Camerun, che include il Monte Camerun, Bioko e São Tomé.

## Flora
La flora afromontana ha una composizione di specie peculiare e differente rispetto a quella delle circostanti aree pianeggianti, per certi versi assimilabile a quella della laurisilva. Nella laurisilva afromontana tuttavia le specie della famiglia delle Lauracee sono meno dominanti, limitate ai generi Ocotea e Beilschmiedia; le fagacee sono assenti, e le specie preponderanti sono: Apodytes dimidiata, Halleria lucida, Ilex mitis, Kiggelaria africana, Nuxia congesta, N. floribunda, Ocotea bullata, Oldeania alpina, Prunus africana, Rapanea melanophloeos, Xymalos monospora e le conifere Afrocarpus falcatus e Podocarpus latifolius.

## Ecoregioni
Lembi più o meno estesi di foresta afromontana si trovano nelle seguenti ecoregioni terrestri:
| Bioma                                                   | Ecoregione                                                   | Codice WWF | Paesi                                                               |
| ------------------------------------------------------- | ------------------------------------------------------------ | ---------- | ------------------------------------------------------------------- |
| Foreste pluviali di latifoglie tropicali e subtropicali | Foreste montane della faglia albertina                       | AT0101     | Burundi, Repubblica Democratica del Congo, Ruanda, Tanzania, Uganda |
| Foreste pluviali di latifoglie tropicali e subtropicali | Foreste degli altopiani del Camerun                          | AT0103     | Camerun, Nigeria                                                    |
| Foreste pluviali di latifoglie tropicali e subtropicali | Foreste montane dell'Africa orientale                        | AT0108     | Kenya, Sudan del Sud, Tanzania, Uganda                              |
| Foreste pluviali di latifoglie tropicali e subtropicali | Foreste dell'Arco orientale                                  | AT0109     | Kenya, Tanzania                                                     |
| Foreste pluviali di latifoglie tropicali e subtropicali | Foreste montane dell'Etiopia                                 | AT0112     | Eritrea, Etiopia, Somalia, Sudan                                    |
| Foreste pluviali di latifoglie tropicali e subtropicali | Foreste montane del golfo di Guinea                          | AT0114     | Costa d'Avorio, Guinea, Liberia, Sierra Leone                       |
| Foreste pluviali di latifoglie tropicali e subtropicali | Foreste montane di Knysna-Amatole                            | AT0115     | Sudafrica                                                           |
| Foreste pluviali di latifoglie tropicali e subtropicali | Foreste montane del Monte Camerun e di Bioko                 | AT0121     | Camerun                                                             |
| Praterie e boscaglie montane                            | Mosaico montano di foreste-praterie dell'Angola              | AT1001     | Angola                                                              |
| Praterie e boscaglie montane                            | Savana e boscaglie della scarpata angolana                   | AT1002     | Angola                                                              |
| Praterie e boscaglie montane                            | Praterie e boscaglie altimontane dei monti dei Draghi        | AT1003     | Lesotho, Sudafrica                                                  |
| Praterie e boscaglie montane                            | Praterie montane dei monti dei Draghi                        | AT1004     | Lesotho, Sudafrica, Swaziland                                       |
| Praterie e boscaglie montane                            | Brughiere montane dell'Africa Orientale                      | AT1005     | Kenya, Tanzania, Uganda                                             |
| Praterie e boscaglie montane                            | Mosaico montano di foreste-praterie dello Zimbabwe orientale | AT1006     | Mozambico, Zimbabwe                                                 |
| Praterie e boscaglie montane                            | Praterie e boscaglie montane dell'Etiopia                    | AT1007     | Eritrea, Etiopia, Sudan                                             |
| Praterie e boscaglie montane                            | Brughiere montane dell'Etiopia                               | AT1008     | Etiopia                                                             |
| Praterie e boscaglie montane                            | Praterie dell'Alto Veld                                      | AT1009     | Lesotho, Sudafrica                                                  |
| Praterie e boscaglie montane                            | Mosaico di foreste-praterie dell'Altopiano di Jos            | AT1010     | Nigeria                                                             |
| Praterie e boscaglie montane                            | Macchia del Maputaland-Pondoland                             | AT1012     | Sudafrica                                                           |
| Praterie e boscaglie montane                            | Brughiere montane dei monti Ruwenzori-Virunga                | AT1013     | Repubblica Democratica del Congo, Ruanda, Uganda                    |
| Praterie e boscaglie montane                            | Mosaico montano di foreste-praterie del Malawi meridionale   | AT1014     | Malawi                                                              |
| Praterie e boscaglie montane                            | Mosaico montano di foreste-praterie del Rift meridionale     | AT1015     | Malawi, Mozambico, Tanzania, Zambia                                 |
| Deserti e macchia xerofila                              | Boscaglie montane dell'Arabia sud-occidentale                | AT1321     | Arabia Saudita, Yemen                                               |